# 고양덕양우체국
고양덕양우체국(高陽德陽郵遞局)은 대한민국 과학기술정보통신부 우정사업본부 경인지방우정청 소속의 우편물 취급기관이다. 경기도 고양시 덕양구 백양로 132(화정동)에 있다.

## 연혁
- 1996년 8월 1일: 고양일산우체국 덕양분국으로 개국
- 1997년 2월 13일: 고양덕양우체국으로 개국(4급관서)
- 1997년 7월 1일: 편제개편(2과 9계)
- 1997년 10월 1일: 편제개편(3과 1실)
- 2001년 7월 2일: 고양지축동우편취급소 개국[1]
- 2010년 11월 8일: 우편구역을 덕양구 전 지역으로 고시[2]
- 2013년 1월 31일: 고양지축동우편취급국 위탁계약 해지[3]
- 2014년 1월 1일: 우편구역을 다음과 같이 고시[4]

| 배달국         | 배달구역      | 구역번호                                                      |
| -------------- | ------------- | ------------------------------------------------------------- |
| 고양덕양우체국 | 덕양구 전지역 | 10262 ~ 10288 10290 ~ 10298 10427 10436 ~ 10441 10452 ~ 10599 |

- 2014년 11월 3일: 고양그린프라자우편취급국을 고양화정2동우편취급국으로 명칭 변경[5]
- 2015년 12월 31일: 고양신도동우체국 폐국[6]
- 2017년 3월 1일: 고양행신2동우체국이 고양덕양우체국과 통합되어 폐국[7]
- 2018년 9월 10일: 고양본동우체국을 고양동우체국으로 명칭 변경[8]

## 관할 우체국
| 우체국명              | 사진 | 주소                                            | 비고                                                   |
| --------------------- | ---- | ----------------------------------------------- | ------------------------------------------------------ |
| 고양능곡동우체국      |      | 경기도 고양시 덕양구 토당로 97(토당동)          |                                                        |
| 고양동우체국          |      | 경기도 고양시 덕양구 벽제관로 24(고양동)        | 2018년 9월 10일 고양본동우체국에서 명칭 변경           |
| 고양신도동우체국      |      | 경기도 고양시 덕양구 송원로 202                 | 2015년 12월 31일 폐국                                  |
| 고양주교동우체국      |      | 경기도 고양시 덕양구 호국로 793(주교동)         |                                                        |
| 고양지축동우편취급국  |      | 경기도 고양시 덕양구 삼송로 293(지축동)         | 2001년 7월 2일 신설                                    |
| 고양행신2동우체국     |      | 경기도 고양시 덕양구 충경로 124 (행신2동)       | 2017년 3월 1일 폐국                                    |
| 고양행신3동우체국     |      | 경기도 고양시 덕양구 중앙로 558번길 84(행신3동) |                                                        |
| 고양행신동우체국      |      | 경기도 고양시 덕양구 충경로 34(행신동)          |                                                        |
| 고양화전동우체국      |      | 경기도 고양시 덕양구 중앙로 181(화전동)         |                                                        |
| 고양화정2동우편취급국 |      | 경기도 고양시 덕양구 중앙로 616(화정동)         | 2014년 11월 3일 고양그린프라자우편취급국에서 명칭 변경 |
| 벽제우체국            |      | 경기도 고양시 덕양구 통일로 792(관산동)         |                                                        |